# Gontrano Innocenti
Gontrano Innocenti (Pescia, 24 maggio 1903 – 8 gennaio 1982) è stato un calciatore italiano, di ruolo centrocampista.
Era il secondo di tre fratelli calciatori, e pertanto fu chiamato Innocenti II; il maggiore era Athos Innocenti ed il minore Gastone Innocenti.

## Carriera
Disputò sette stagioni nella massima divisione con il Livorno, intervallate da una trascorsa con la maglia della Lazio. Dal 1927 al 1929 disputò, sempre in massima divisione, la seconda e terza stagione dell'appena costituita squadra del Napoli, con cui segnò il 25 settembre 1927 in Napoli-Reggiana (4-0), prima vittoria in campionato del club campano, al debutto della stagione 1927-1928; in quella stagione si ripeté, su rigore, in un'altra vittoria casalinga, l'8 gennaio 1928 contro la Cremonese per 3-1. L'anno successivo fu protagonista nella prima vittoria in assoluto dei campani contro la Juventus nella gara casalinga del 19 maggio 1929 vinta per 1-0 e nello spareggio di Milano del 23 giugno 1929 contro la Lazio conclusosi per 2-2; non ci fu ripetizione dello spareggio in quanto successivamente entrambe le squadre furono ammesse al campionato seguente dopo che le squadre furono portate da 16 a 18.
Nei due anni al Napoli fu compagno di squadra di un altro Innocenti, Paulo, che venne chiamato Innocenti I per distinguerlo da Gondrano.
Negli anni seguenti militò nella Bagnolese, nel Littorio Vomero, nella Lucchese, ancora nel Livorno ed infine nell'Enna.